# Erebia pseudomedusa
Erebia pseudomedusa är en fjärilsart som beskrevs av Embrik Strand 1903. Erebia pseudomedusa ingår i släktet Erebia och familjen praktfjärilar. Inga underarter finns listade i Catalogue of Life.